# Dayton (Kentucky)
Pour les articles homonymes, voir Dayton.
Dayton est une ville des États-Unis située dans l’État du Kentucky et le comté de Campbell. Elle se situe à moins de 5 km du centre de Cincinnati. En 2010, sa population était de 5 338 habitants.

## Source
- (en) Cet article est partiellement ou en totalité issu de l’article de Wikipédia en anglais intitulé « Dayton, Kentucky » (voir la liste des auteurs).